# Marie-Antoinette Maupertuis
Pour les articles homonymes, voir Maupertuis.
Marie-Antoinette Maupertuis, dite « Nanette Maupertuis », née le 10 avril 1967, est une femme politique et une universitaire française.
Élue conseillère à l’assemblée de Corse sur la liste de Gilles Simeoni aux élections de 2015, elle est reconduite en 2017 et en 2021, mais, nommée conseillère exécutive dès 2015, elle ne siège à l’assemblée de Corse que depuis 2021 du fait de l’incompatibilité de l’exercice simultané de ces mandats. À la suite du renouvellement de 2021, elle devient la première femme à accéder à la présidence de l’organe délibérant de la collectivité de Corse.

## Biographie

### Éléments personnels et carrière professionnelle
Marie-Antoinette Maupertuis, dite « Nanette », suit une formation universitaire en économie, qu’elle suspend pour exercer la fonction d’attachée parlementaire auprès de Max Simeoni à Bruxelles.
En 2016, elle est professeur d’économie à l’université de Corse et y dirige le laboratoire de recherche en sciences humaines et sociales du Centre national de la recherche scientifique,.

### Carrière politique
Numéro deux de la liste autonomiste de Gilles Simeoni (Femu a Corsica), elle est élue conseillère à l’assemblée de Corse à la suite de l’élection de 2015. Cependant, lors de la séance d’installation de la mandature tenue le 17 décembre 2015, elle est désignée membre du conseil exécutif de Corse sous la direction de Gilles Simeoni. Ce dernier lui confie la présidence de l’agence du tourisme de la Corse (ATC) ainsi que le domaine des affaires européennes,,.
En vue de l’élection de l’assemblée de Corse de décembre 2017, Marie-Antoinette Maupertuis figure une nouvelle fois deuxième de la liste de Gilles Simeoni, conduite cette fois-ci dans le cadre de la coalition de Pè a Corsica réunissant des autonomistes et des nationalistes. Elle est élue quelques semaines avant la mise en place — au 1er janvier 2018 — de la collectivité de Corse, issue de la fusion des départements de la Corse-du-Sud et de la Haute-Corse avec la collectivité territoriale de Corse. Le 2 janvier 2018, à la séance inaugurale de l’Assemblée, de nouveau présentée pour une nomination au sein du conseil exécutif, elle est reconduite conseillère exécutive après l’élection de la liste dirigée par Gilles Simeoni. Son portefeuille reste associé à la direction de l’ATC, mais il s’élargit aux affaires européennes et internationales, à la politique publique de l’innovation et à la stratégie de spécialisation intelligente,,,,.
Contrairement au précédent scrutin, les autonomistes et les nationalistes ne forment pas de coalition aux élections de l’assemblée de Corse organisées en 2021. Aussi, arrivée en tête aux premier et second tours, la liste « Fà populu inseme » de Gilles Simeoni obtient la majorité absolue à l’Assemblée avec 32 des 63 sièges, ce qui permet à Marie-Antoinette Maupertuis d’être une nouvelle fois élue conseillère. Sous cette nouvelle mandature, elle est élue présidente de l’assemblée de Corse par ses pairs le jour de son installation, le 1er juillet 2021, devenant la première femme à accéder à cette fonction,,,,,.

## Détail des mandats et fonctions

### Fonctions d’assemblée
- Présidente de l’assemblée de Corse (en fonction depuis le 1er juillet 2021).
- Présidente de l’Assemblea di a Giuventù di a Corsica (en fonction depuis le 1er juillet 2021).
- Conseillère à l’assemblée de Corse (en fonction depuis le 1er juillet 2021).

### Fonctions exécutives

#### Collectivité territoriale de Corse
- Conseillère exécutive de Corse chargée des affaires européennes et présidente de l’agence du tourisme de la Corse (du 17 décembre 2015 au 31 décembre 2017).

#### Collectivité de Corse
- Conseillère exécutive de Corse chargée des affaires européennes et internationales, de la politique publique de l’innovation et de la stratégie de spécialisation intelligente et présidente de l’agence du tourisme de la Corse (du 2 janvier 2018 au 1er juillet 2021).